# Гуличи (Ляховичский район)
Гуличи (бел. Гу́лічы) — деревня в Ляховичском районе Брестской области Республики Беларусь. В составе Жеребковичского сельсовета.

## География
В 16 км от Ляхович, 4 км от железнодорожного остановочного пункта Жеребковичи на линии Барановичи—Осиповичи. Транспортные связи по дороге Ляховичи—Клецк.
Ближайшие населённые пункты Жеребковичи (Ляховичский район), Залешаны, Русовщина (Клецкий район) и др.

## История
В 1909 году в Ляховичской волости Слуцкого уезда Минской губернии.

## Население

### Численность
- 2019 год — 34 жителя

### Динамика
- 1909 год — 279 жителей, 42 дворов (деревня); 23 жителей, 2 дворов (имение)[3].
- 2005 год — 63 хозяйства, 111 жителей[2].
- 2009 год — 79 жителей (перепись населения)[3].
- 2019 год — 34 жителя (перепись населения).

## Улицы
- Первомайская

## Достопримечательность
- Курганный могильник периода раннего Средневековья (IX–XIII вв.), в лесу, около хутора Михальки, 1 км на северо-восток от деревни Гуличи —  Историко-культурная ценность Республики Беларусь, шифр 113В000474.

## Известные лица
- Минкевич, Михаил Гаврилович (1919—1987) — Министр просвещения БССР в 1968—1985 гг.

## Ссылка
- Ляховичский райисполком.